# S7 (Berlijn)
De S7 is een lijn van de S-Bahn van Berlijn. De lijn verbindt Station Ahrensfelde in het noorden van het Berlijnse stadsdeel Marzahn met Potsdam Hauptbahnhof in de Brandenburgse hoofdstad Potsdam. De lijn loopt door Berlijn via onder andere de stations Lichtenberg, Ostkreuz, Friedrichstraße, het Hauptbahnhof, Westkreuz en Wannsee. De lijn telt 29 stations en heeft een lengte van 47,4 kilometer; de reistijd over de gehele lijn bedraagt 74 minuten. De lijn wordt uitgevoerd door de S-Bahn Berlin GmbH, een dochteronderneming van de Deutsche Bahn.
De spoorverbinding maakt van oost naar west gebruik van het traject van de voormalige spoorlijn tussen Berlijn en Polen, de Berliner Außenring, de Stadtbahn, de spoorlijn Berlijn - Blankenheim en de spoorlijn Potsdam - Eilsleben.